# Megadictyna
Megadictyna is een geslacht van spinnen uit de familie Nicodamidae.

## Soorten
- Megadictyna thilenii Dahl, 1906